# ۶۷۶ (قمری)
۶۷۶ (قمری)، ششصد و هفتاد و ششمین سال در گاهشماری هجری قمری است. اول محرم این سال برابر با چهارم ژوئن سال ۱۲۷۷ میلادی است.